# Toporowy Staw Niżni
Toporowy Staw Niżni je jezero ve skupině Toporowych Stawů v dolní části Doliny Suchej Wody Gąsienicowej v Západních Tatrách v Polsku. Je druhým největším jezerem, které se nachází v polské části Západních Tater. Má rozlohu 0,6170 ha a je 185,5 m dlouhé a 51,3 m široké. Dosahuje maximální hloubky 5,7 m a objemu 11 700 m³. Leží v nadmořské výšce 1089 m.

## Okolí
Nachází se uprostřed lesa na morénovém valu na západním úbočí doliny jižně od Brzezin. Pleso zarůstá a je zanášeno bahnem. Jižně se nachází Toporowy Staw Wyżni. V plese roste velmi vzácná vodní rostlina zevar úzkolistý. Vyskytují se v něm také rojovník bahenní a plavuník Isslerův. V jezeře se rozmnožuje mnoho druhů plazů a obojživelníků, mezi něž patří mlok skvrnitý, čolek obecný, čolek karpatský, čolek horský, kuňka žlutobřichá, ropucha obecná nebo skokan hnědý.

## Vodní režim
Pleso má od jihu malý povrchový přítok ale nemá povrchový odtok. Náleží k povodí Dunajce. Rozměry jezera v průběhu času zachycuje tabulka:
| Rok  | Měření prováděl | Rozloha ha | Délka m | Šířka m | Hloubka max.m | Objem m³ |
| ---- | --------------- | ---------- | ------- | ------- | ------------- | -------- |
| —    | WET             | 0,617      | 185,5   | 51,3    | 5,9           | —        |
| 2005 | Gregor, Pacl    | 0,6170     | —       | —       | 5,7           | 11 700   |

## Přístup
Pleso není veřejnosti přístupné.